# Louise Du Londel
Louise-Jeanne Du Londel, senare Lefebvre, född 1740, död 1777 i Stockholm, var en fransk skådespelare. Hon uppträdde i Sverige i den franska truppen Sällskapet Du Londel under frihetstiden och var en av de populäraste skådespelarna där.
Född som dotter till teaterdirektören Jeanne Du Londel, kom hon till Sverige med sin mors teatertrupp 1753. Hon blev mycket populär i den franska teatern och vid hovet och beskrivs som hovets gunstling; hon utnämndes till instruktör i franska och fransk etikett åt Sofia Albertina och beviljades en egen vagn, en personlig påklädare och särskilda livsmedelsförmåner och privilegier. 
Gift med kollegan Pierre Lefebvre.